# Alen Amedovski
Alen Amedovski (Debar, 6 aprile 1988) è un lottatore di arti marziali miste italo-macedone.
Combatte nella divisione dei pesi medi nella federazione statunitense UFC. È il primo macedone a combattere nella principale promozione di questa disciplina.

## Risultati nelle arti marziali miste
| Risultato | Record | Avversario            | Metodo              | Evento                                          | Data              | Round | Tempo | Città                   | Note                |
| --------- | ------ | --------------------- | ------------------- | ----------------------------------------------- | ----------------- | ----- | ----- | ----------------------- | ------------------- |
| Sconfitta | 8-2    | John Phillips         | KO (pugni)          | UFC Fight Night 160 - Hermansson vs Cannonier   | 28 settembre 2019 | 1     | 0:17  | Copenaghen, Danimarca   |                     |
| Sconfitta | 8-1    | Krzysztof Jotko       | Decisione (unanime) | UFC Fight Night 149 - Overeem vs Oleynik        | 20 Aprile 2019    | 3     | 5:00  | San Pietroburgo, Russia | Debutto in UFC      |
| Vittoria  | 8-0    | Ibrahim Mane          | KO (pugni)          | Bellator 211 - Sakara vs. Kauppinen             | 1 Dicembre 2018   | 1     | 0:12  | Genova, Italia          |                     |
| Vittoria  | 7-0    | Will Fleury           | KO (pugni)          | Bellator 203 - Pitbull vs. Weichel 2            | 14 Giugno 2018    | 1     | 1:39  | Roma, Italia            | Debutto in Bellator |
| Vittoria  | 6-0    | Badr Mamdouh          | TKO (gomitate)      | Magnum FC 4 - Magnum Fighting Championship 4    | 3 Marzo 2018      | 2     | 3:06  | Verona, Italia          |                     |
| Vittoria  | 5-0    | Massimiliano Sammarco | TKO (pugni)         | Cage Warrior 3 - Knockout in the Cage Selection | 14 Marzo 2015     | 2     | 3:57  | Manduria, Italia        |                     |
| Vittoria  | 4-0    | Ivan Dorozhkin        | TKO (infortunio)    | Slam FC 7 - Nemesis                             | 5 Gennaio 2015    | 1     | 0:11  | Firenze, Italia         |                     |
| Vittoria  | 3-0    | Alexander Tcaci       | TKO (pugni)         | MITC - Milano in the Cage 4                     | 3 Maggio 2014     | 1     | 3:00  | Milano, Italia          |                     |
| Vittoria  | 2-0    | Roberto Fantasia      | TKO (pugni)         | MITC - Milano in the Cage 3                     | 4 Maggio 2013     | 1     | 0:38  | Milano, Italia          |                     |
| Vittoria  | 1-0    | Simone Tosatto        | TKO (pugni)         | FIKBMS - Memorial Fabio Arbeia 7                | 25 Novembre 2012  | 1     | 0:40  | Cassano Magnago, Italia |                     |